# البطولات الوطنية الأمريكية 1954 (كرة مضرب)
قائمة بالأبطال في 1954 البطولات الوطنية الأمريكية لكرة المضرب (المعروفة الآن باسم أمريكا المفتوحة):

## الكبار

### فردي رجال
فايس سايكساس هزم  ريكس هارتويغ 3-6 6-2 6-4 6-4

### فردي سيدات
دوريس هارت هزم  لويس بروه كلاب 6-8, 6-1, 8-6